# 宋應奎 (正德進士)
宋應奎（1478年—？），字文明，江西廣信府貴溪縣人，民籍，明朝政治人物。

## 生平
正德二年（1507年）丁卯科江西鄉試第七名舉人。正德六年（1511年）中式辛未科會試第一百三名，登第二甲第三十六名進士。

## 家族
曾祖宋道昇；祖父宋永權；父宋祐，母饒氏。具慶下。